# Andreas Fehlhauer
Andreas Fehlhauer (* 6. Januar 1850 in Neuenhofe; † nach 1922) war Landwirt und Mitglied des Deutschen Reichstags.

## Leben
Fehlhauer besuchte von 1855 bis 1859 die Volksschule in Neuenhofe, bis 1863 die Bürgerschule in Neuhaldensleben und bis 1866 das Kl. U. L. Fr.-Gymnasium in Magdeburg. Er erlernte die Landwirtschaft und übernahm nach dem Tode des Vaters die väterliche Besitzung in Neuenhofe. Zwischen 1879 und 1885 war er Gemeindevorsteher, seit 1879 Mitglied des Kreistags, seit 1891 Mitglied des Kreisausschusses und Mitglied des Gemeindekirchenrats.
Von 1907 bis 1912 war er Mitglied des Deutschen Reichstags für den Wahlkreis Regierungsbezirk Magdeburg 5 Neuhaldensleben, Wolmirstedt und die Nationalliberale Partei.